# Амиков, Владимир Иванович
Владимир Иванович Амиков (1925, дер. Сидорки, Смоленская губерния — 22 июля 1946, Читинская область) — командир отделения 200-го отдельного сапёрного батальона 192-й стрелковой дивизии 39-й армии 3-го Белорусского фронта, младший сержант — на момент представления к награждению орденом Славы 1-й степени.

## Биография
Родился в 1925 году в деревне Сидорки (ныне — Рославльского района Смоленской области). Окончил 7 классов. Работал в колхозе.
В Красной Армии с сентября 1943 года. В боях Великой Отечественной войны с ноября 1943 года. Сражался на Западном и 3-м Белорусском фронтах. Принимал участие в освобождении Белоруссии, Прибалтики, в боях на территории Восточной Пруссии. В боях с немецко-вражескими захватчиками был дважды ранен.
Сапер 200-го отдельного сапёрного батальона ефрейтор Владимир Амиков 12 июля 1944 года первым из подразделения ворвался на железнодорожную станцию Марценканце Гродненской области Белоруссии, за ним бросились в атаку остальные бойцы, что способствовало захвату железнодорожной станции.
Приказом по 192-й стрелковой дивизии от 26 июля 1944 года за мужество и отвагу, проявленные в боях, ефрейтор Амиков Владимир Иванович награждён орденом Славы 3-й степени.
Сапер 200-го отдельного сапёрного батальона Владимир Амиков в ночь на 4 октября 1944 года восточнее города Расейняй проделал проход в минном поле и проволочных заграждениях противника, чем обеспечил действия нашей разведывательной роты.
Приказом по 39-й армии от 3 ноября 1944 года за мужество и отвагу, проявленные в боях, ефрейтор Амиков Владимир Иванович награждён орденом Славы 2-й степени.
Командир отделения 200-го отдельного сапёрного батальона младший сержант Владимир Амиков 15-31 декабря 1944 года в районе города Пилькаллен, город Добровольск Калининградской области, с двумя саперами совершил четыре ночные вылазки, разведал инженерные заграждения противника и добыл ценные сведения.
9-10 января 1945 года в этом же районе с двумя саперами под огнём проделал два прохода в своих минных полях и в проволочных заграждениях противника.
Указом Президиума Верховного Совета СССР от 19 апреля 1945 года за образцовое выполнение заданий командования в боях с немецко-вражескими захватчиками младший сержант Амиков Владимир Иванович награждён орденом Славы 1-й степени, став полным кавалером ордена Славы.
В августе — сентябре 1945 года в составе 1-го Дальневосточного фронта принимал участие в советско-японской войне 1945 года.
После войны продолжал службу в Вооруженных Силах СССР. Погиб 22 июля 1946 года при исполнении служебных обязанностей. Похоронен в поселке Даурия Забайкальского района Читинской области.
Награждён орденом Отечественной войны 2-й степени, орденом Красной Звезды, орденами Славы 1-й, 2-й и 3-й степени, медалями.